# Finnboda varvs snickeri- och timmermansverkstad

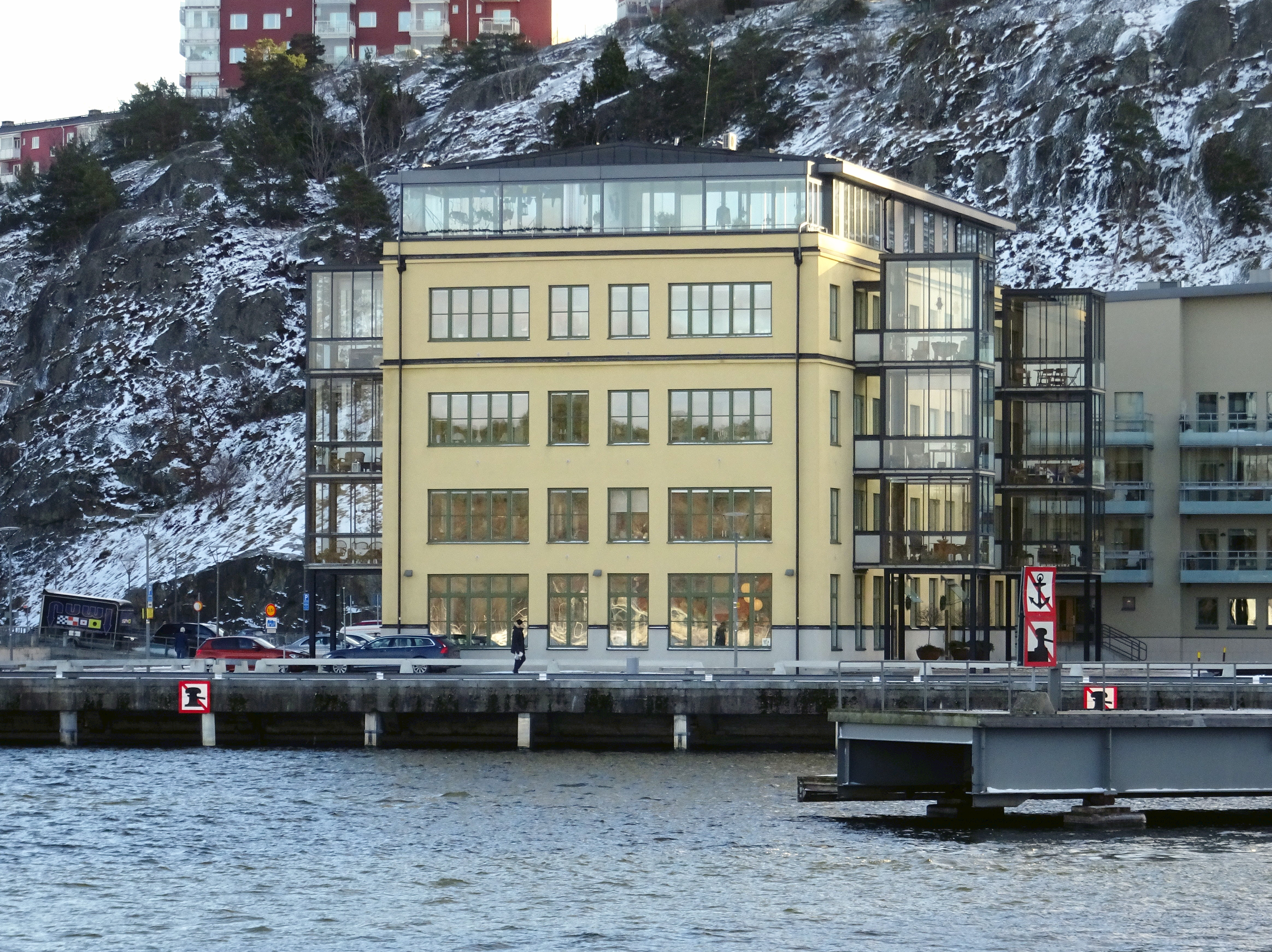
Brf Finnboda Hamnkontor, januari 2022.

Finnboda varvs snickeri- och timmermansverkstad (fastigheten Sicklaön 37:65) är en kulturhistoriskt värdefull industribyggnad belägen vid Finnboda Kajväg 15 i bostadsområdet Finnboda på nordvästra Sicklaön i Nacka kommun. Den före detta snickeri- och timmermansverkstaden representerar en av byggnaderna som tillhörde Finnboda varv och som ansågs värd att bevara efter varvets stängning. Fastigheten har en q-märkning i gällande detaljplan, vilket innebär att den ej får rivas eller exteriört förvanskas. Byggnaden har även nyttjas som kontor och inhyser sedan 2007 bostäder.

## Historik

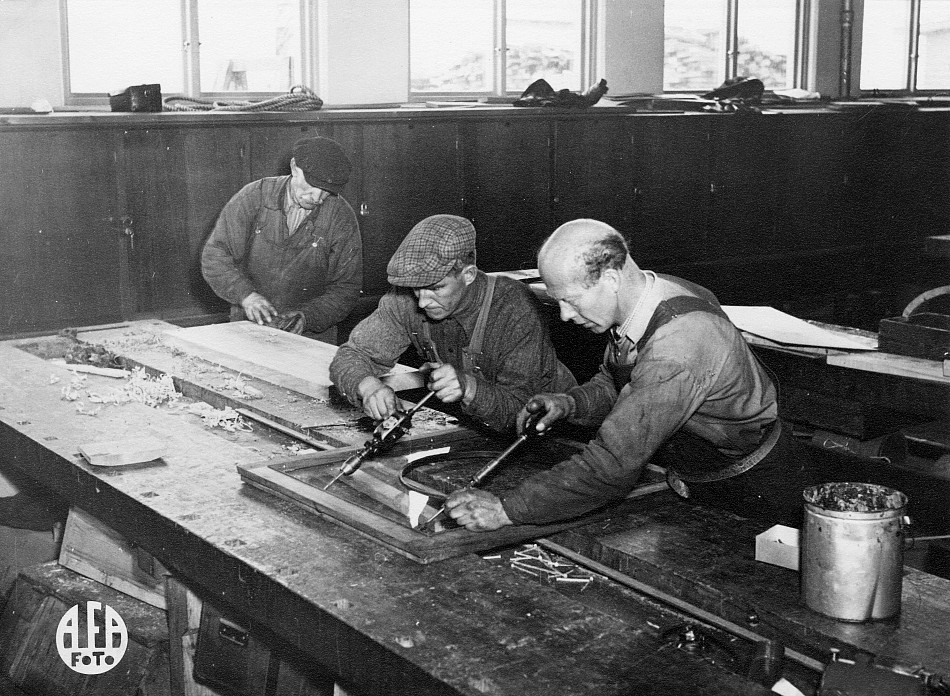
Snickeriverkstaden 1948.

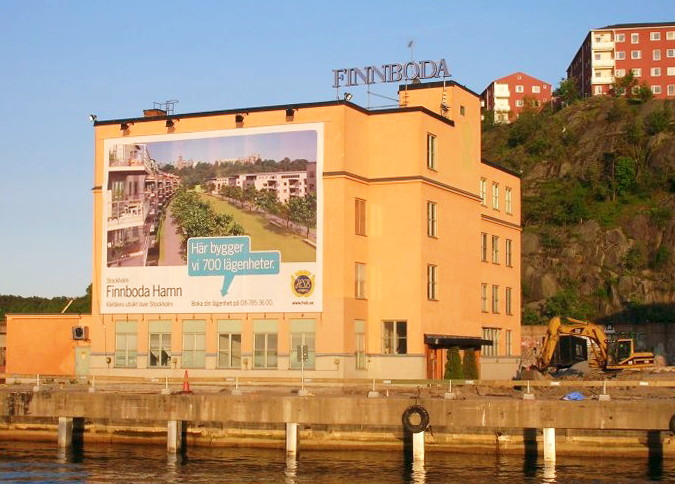
Före ombyggnad, 2005.

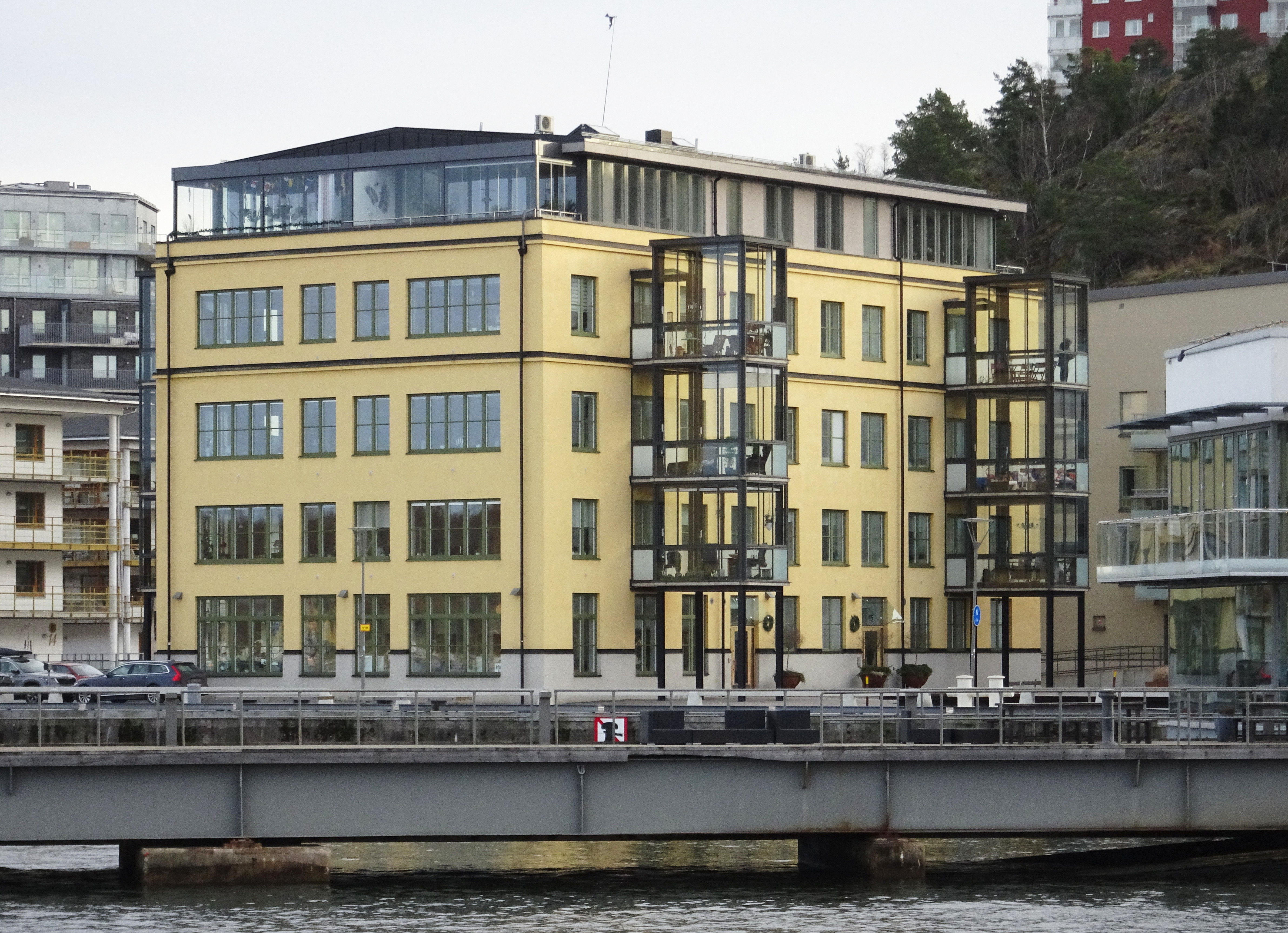
Efter ombyggnad, 2022.

Under 1940-talet upplevde Finnboda varv en expansiv fas och fick då i huvudsak sin slutgiltiga utbredning. Bland annat tillkom Finnboda varvs marketenteri från 1942, Svetshall 3 och verkstadshall från 1943 respektive 1947 samt en ny snickeri- och timmermansverkstad som stod färdig 1945. Varvsarbetarna fick också ett nytt bostadsområde ritat av arkitekterna Erik och Tore Ahlsén strax intill på Finnberget och i huvudsak byggda 1948–1949.
Snickeri- och timmermansverkstaden uppfördes på kajområdet längst i norr. Det blev ett putsat stenhus i tre våningar (senare höjt till fyra våningar) under ett plant tak och med en tornliknande utbyggnad åt sydväst. När varvet såldes till Salénrederierna 1970 inleddes en ny satsning och snickeriverkstaden byggdes om till varvets nya huvudkontor.
Efter nedläggningen av varvsverksamheten 1991 förvärvades hela området 1997 av HSB med syftet att skapa ett attraktivt bostadsområde delvis integrerat med verksamheter. Under en övergångstid hyrdes den tidigare timmermansverkstaden / kontorsbyggnaden av Strängbetong som inrättade här sitt huvudkontor. I detaljplanen från år 2003 fick byggnaden en q-märkning samt beteckning B vilket betyder användning för bostadsändamål. 
År 2005 bildades HSB:s bostadsrättsförening Finnboda Hamnkontor och en ombyggnad från kontor till lägenheter tog vid. Byggnaden höjdes med en något indragen takvåning och inglasade balkonger ställdes som torn utanpå båda långfasaderna. Inflyttning till föreningens 16 lägenheter skedde sommaren 2007.

## Andra bevarade byggnader från varvstiden
- Finnboda varvs affärs- och ritkontor
- Finnboda ångmaskinverkstad
- Finnboda varvs svets- och verkstadshall
- Finnboda varvs verkstadskontor
- Finnboda varvs marketenteri
- Beckbrukets chefsbostad